# Czarnochowice
Czarnochowice – wieś w Polsce położona w województwie małopolskim, w powiecie wielickim, w gminie Wieliczka.
W latach 1975–1998 miejscowość administracyjnie należała do województwa krakowskiego.

## Części wsi
| SIMC    | Nazwa      | Rodzaj    |
| ------- | ---------- | --------- |
| 0340196 | Budziaki   | część wsi |
| 0340204 | Gościniec  | część wsi |
| 0340210 | Granica    | część wsi |
| 0340227 | Grzybówki  | część wsi |
| 0340233 | Olszynki   | część wsi |
| 0340240 | Zabałwanie | część wsi |

## Historia
Początki osadnictwa w Czarnochowicach sięgają młodszej epoki kamienia, neolitu (5000–1700 lat przed naszą erą) i związane są z osadnictwem północnej części Wieliczki. Zlokalizowane było przy północnym odcinku „prasołki”, historycznym szlaku kupców solnych, biegnącym przez Wieliczkę na południe ku Orawie i Węgrom.
Pierwsza wzmianka o Czarnochowicach pochodzi z 1399 roku, kiedy to Marek z Czarnochowic zapisuje swojej żonie 70 grzywien wiana i posagu na połowie wsi, która była jego własnością szlachecką. Pomiędzy 1399 a 1484 rokiem natrafimy w źródłach pisanych na szereg wzmianek dotyczących obecności tej rodziny w Czarnochowicach. Z początkiem XVI wieku właścicielami wsi byli Erazm i Feliks z rodziny Krupków, a już od połowy XVI wieku rodzina Zaborskich. Od 1591 roku i przez ponad sto lat wieś należy do majątku Lubomirskich. W 1595 roku wieś położona w powiecie szczyrzyckim województwa krakowskiego była własnością kasztelana małogojskiego Sebastiana Lubomirskiego. W okresie zaborów (1772–1918) Czarnochowice należały do zaboru austriackiego, zwanego Galicją, do cyrkułu bocheńskiego. Na początku XIX wieku jej właścicielami byli Tekla i Józef Zdzieńscy, a następnie Niedzielscy. Z końcem XIX wieku w Czarnochowicach pojawiła się inteligencja wiejska. Znaleźli się pierwsi wykształceni nauczyciele i księża m.in. ks. Franciszek Szewczyk, proboszcz w Płazie k. Chrzanowa, ofiarodawca obrazu Matki Bożej Pocieszenia, który zapoczątkował budowę miejscowego kościoła. W 1902 roku powstała Czytelnia Towarzyska Szkoły Ludowej. W 1905 roku zorganizowano Szkołę Ludową, jednoklasową czterostopniową, powstało Kółko Rolnicze i Ochotnicza Straż Pożarna. W 1934 roku dzięki środkom z Kasy Stefczyka, wkładowi OSP oraz mieszkańców odbyła się uroczystość otwarcia Domu Ludowego.

## Ochotnicza Straż Pożarna
W 1905 roku Rada Gminy podjęła uchwałę o powołaniu Straży Pożarnej. Dla Potrzeb druhów, w 1906 roku wybudowano drewnianą szopę krytą dachówką. Straż należała do najstarszych wiejskich jednostek na terenie powiatu wielickiego. Czołowymi działaczami przed 1930 rokiem byli Jan i Stanisław Nowak. 5 lipca 1931 roku miało miejsce poświęcenie nowej sikawki przez ks. Jana Banasia, a w uroczystościach wzięli udział m.in. Dziedzice Śledziejowic, Kokotowa, Strumian, Małej Wsi i Zabawy – Stanisław Larysz-Niedzielski i jego żona Apolonia hrabina Colonna-Walewska. W tym czasie w straży założono Księgę Pamiątkową. Funkcję prezesa sprawował Wojciech Bałwan, naczelnikiem był Jakub Juras, komendantem – Franciszek Ślusarek, sekretarzem – Wojciech Wójcik, a gospodarzem – Franciszek Kałuża. 7 października 1934 roku miało miejsce poświęcenie wybudowanego w Czarnochowicach Domu Ludowego, w którym swoją siedzibę znalazły organizacje społeczne działające na terenie miejscowości. Obiekt – wielokrotnie modernizowany – istnieje do dziś, nadal w nim funkcjonuje także Ochotnicza Straż Pożarna. Założenie przy straży – także w 1934 roku – kobiecej sekcji samarytańskiej (udzielanie pierwszej pomocy) zaowocowało powstaniem – konkurencyjnej dla istniejącego wtedy w Czarnochowicach Koła Młodzieży Ludowej – amatorskiego zespołu teatralnego. 7 marca 1936 roku artyści związani z OSP wystawili sztukę „Genowefa”, a dochody z przedstawienia przeznaczone zostały na sztandar dla jednostki. Sztuka z powodzeniem była grana także w Sułkowie i Zabawie. Sekcji samarytańskiej przewodziła Helena Kaszowska (Szwenk), a działały w niej także: Helena Wrześniak, Józefa Baran (Krystian), Kazimiera Szydłak, Helena Zając. 2 sierpnia 1936 roku odbyły się uroczystości z okazji 30-lecia istnienia straży w Czarnochowicach. W kościele OO. Reformatów w Wieliczce odprawiono mszę św., była także defilada oraz poświęcenie i przekazanie sztandaru. Prezesem był wówczas Michał Ziobro, wiceprezesem – Wojciech Mikuła, naczelnikiem – Franciszek Ślusarek, komendantem – Stefan Kmiecik, sekretarzem – Andrzej Kaszowski, skarbnikiem – Józef Piechowicz, gospodarzem – Edward Gawlik. Aktywni byli także: Alojzy Szydłak, Stanisław Grochal, Ludwik Barnaś, Józef Szarek, Stefan Krówka, Eugeniusz Czop, Jan Nawalany, Jan Szarek, Szczepan Rutkowicz. W czasie wojny działalność druhów była ograniczona, a w budynku remizy stacjonowali Niemcy. 15 września 1957 roku święto, z dwuletnim poślizgiem, 50-lecie istnienia OSP, miało wtedy miejsce także poświęcenie nowej motopompy. Sześć lat później, 11 sierpnia 1963 roku oddano do użytku kolejny sprzęt przeciwpożarowy, a od 18 września 1966 roku druhowie z Czarnochowic do akcji wyjeżdżali samochodem Star 20. 20 lipca 1969 roku przekazano jednostce beczkowóz. Przy okazji takich uroczystości odbywały się zawody i pokazy sprawnościowe, organizowano festyny ze zbiórką finansów na funkcjonowanie straży. O rozwoju miejscowej jednostki przez wiele lat decydowali m.in.: Władysław Skwarek, Bolesław Cygankiewicz, Jan Madej Jan Leśniak, Leopold Sikora, Antoni Kmiecik, Marceli Batko, Franciszek Jarzyna, Jan Luraniec, Zbigniew Szostak. Pod koniec lat 90. OSP Czarnochowice została włączona do Krajowego Systemu Ratowniczo – Gaśniczego, jako jednostka specjalizująca się w ratownictwie wodnym. Oprócz udziału w takich akcjach, często wyjeżdżają też do wypadków komunikacyjnych. Zwiększający się ruch samochodów na biegnącej nieopodal trasie E-4 powoduje liczne akcje ratowniczo – techniczne. W swojej aktywności nie ograniczają się jednak tylko do swojego terenu, w 1997 roku zabezpieczali wały wiślane w Grabiu, podczas słynnej powodzi. W latach 2001–02 w czynie społecznym wybudowali przy remizie garaż (prace oszacowano na blisko 30 tys. zł), a wkrótce mogli się cieszyć z ciężkiego samochodu bojowego Magirus, zakupionego głównie ze środków sołectwa. Nowy nabytek w znaczny sposób przyczynił się do mobilności tutejszych druhów. W chwili obecnej straż dysponuje dwoma samochodami tej marki. Pierwszy, zakupiony ze środków własnych Czarnochowic, uzyskanych ze sprzedaży działki wiejskiej pochodzi z 1974 roku, a w jednostce służy od 2001 roku. Drugi, którego zakup pokrył budżet gminny, wyprodukowany został w 1982 roku, a na stan OSP został przyjęty w 2005 roku. Oba pojazdy przywieziono z Niemiec. 4 czerwca 2005 roku obchodzono 100-lecie istnienia straży pożarnej w Czarnochowicach. Podczas uroczystości poświęcono drugi z pozyskanych samochodów, a w dowód pięknej historii, oraz wspaniałej tradycji, jednostka została odznaczona Złotym Medalem „Zasłużony dla pożarnictwa”. Drużyna reprezentująca straż bierze udział w organizowanych od 2005 roku halowych mistrzostwach jednostek OSP Miasta i Gminy Wieliczka w piłce nożnej. Głównym celem tych rozgrywek pozyskanie młodzieży do działalności w OSP, nie bez znaczenia jest integracja środowiska strażaków. Pomysłodawcą oraz organizatorem rozgrywek jest kierownik Zespołu Zarządzania Kryzysowego Urzędu Miasta i Gminy Wieliczka – Romuald Hrabia. W pierwszym turnieju, w 2005 roku drużyna z Czarnochowic zajęła II miejsce, ulegając tylko zespołowi z Grajowa. Rok później zespół był już najlepszym kończąc rozgrywki z kompletem zwycięstw.

### Ludowy Klub Sportowy
Ruch sportowy w Czarnochowicach zaczął się przed I wojną światową. Na ćwiczenia do Czarnochowic przychodzili „Bartoszowcy” ze Związku Strzeleckiego z Wieliczki. Zespół Sportowy w Czarnochowicach powstał w 1922 roku i przyjął nazwę „Rusticana”, czyli drużyny wiejskiej. Dla pierwszych sportowców wyznaczono boisko na łące 4 km za wsią. 8 października 1978 roku społeczeństwo wsi ufundowało dla LKS sztandar, a działacze klubu otrzymali odznaczenia. Obecnie w gminie Wieliczka względem liczebności sekcji piłkarskiej, zajmuje drugie miejsce po KS „Górnik” Wieliczka. Oldboje, którzy wywodzą się z tej sławnej drużyny III ligi, potem klasy okręgowej z lat 1981-1983, dziś tworzą górę. Posiada drużynę seniorów w klasie A, drużynę juniorów w klasie A, drużynę starszych trampkarzy, drużynę trampkarzy młodszych i drużynę dziewcząt. Sport ma do dyspozycji boisko w centrum wsi, na którym trenuje ponad 100 piłkarzy. Sztandar został uhonorowany złotą odznaką Polskiego Związku Piłki Nożnej przyznany 20 września 2002 roku za całokształt pracy. Na 80-lecie Klubu wydany został okolicznościowy folder.